# Alexandra, Singapore
Alexandra là khu vực dọc theo đường huyết mạch Alexandra, nối liền Pasir Panjang với Queenstown, Bukit Merah, Đông Lăng, Singapore và Tiong Bahru.